# Antisimetrična relacija
Antisimetrična relacija je ona binarna relacija za koju vrijedi, uz zadani skup S te binarnu relaciju R na skup S, tj.
R ⊆ S × S .
Često se običava umjesto {\displaystyle (x,y)\in R} pisati 
{\displaystyle xRy}
Relacija je antisimetrična ako je 
{\displaystyle (x{\mathcal {R}}y)\land (y{\mathcal {R}}x),\Rightarrow x=y,\forall x,y\in S} (ako je {\displaystyle x} u relaciji sa {\displaystyle y} i  {\displaystyle y} u relaciji s {\displaystyle x} onda povlači da je {\displaystyle x=y} )